# Протиповітряна оборона

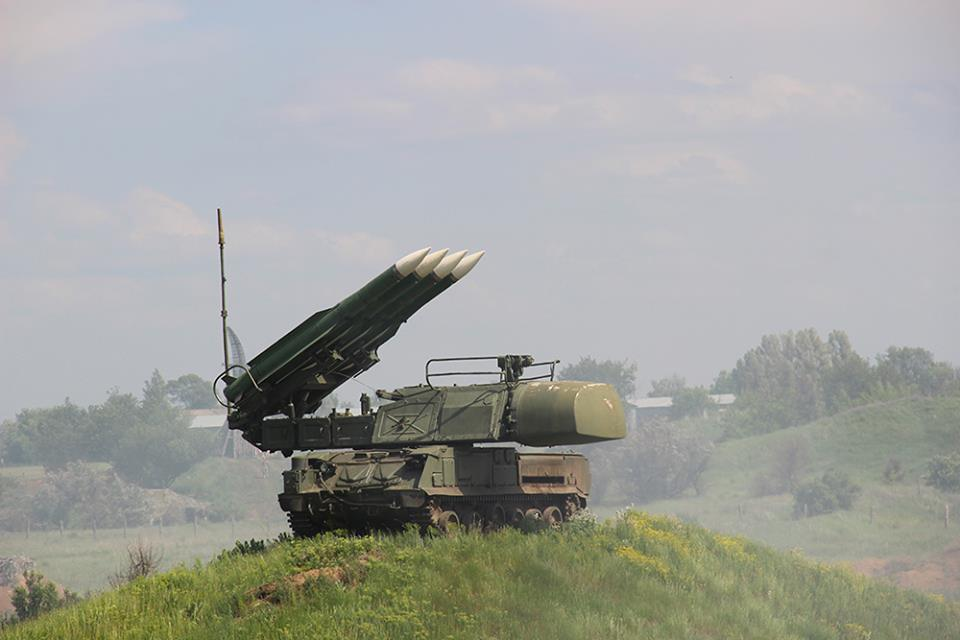
Український зенітний ракетний комплекс «Бук» в зоні АТО

Протипові́тряна оборо́на (ППО) — сукупність засобів, організаційних заходів та бойових дій, які спрямовані на відбиття ворожих ударів з повітря, прикриття власних угрупувань наземних військ або важливих об'єктів у тилу. Військова ППО перешкоджає завоюванню й утриманню панування в повітрі ворожими літальними об'єктами. Вона здійснюється на всіх етапах та в усіх видах бою, під час пересування військ та під час їхнього постійного розташування.
НАТО визначає ППО як «усі заходи, спрямовані на запобігання або зменшення ефективності ворожого повітряного удару». До ППО належать наземні, надводні та повітряні системи озброєння, пов'язані з ними системи виявлення, засоби керування і спостереження, а також пасивні заходи (наприклад, загороджувальні повітряні кулі). Засоби ППО можуть використовуватися для захисту військово-морських, наземних та повітряних сил у будь-якому місці, але для більшості країн головним завданням ППО є оборона власної території.
Протиракетна оборона (ПРО), а також заходи щодо перехоплення снарядів у польоті (C-RAM), є продовженням протиповітряної оборони. Здебільшого, системи ПРО розробляються для боротьби з високошвидкісними загрозами, такими як балістичні ракети. Однак системи протиракетної оборони можуть виконувати завдання і проти крилатих ракет повітряного базування та літаків супротивника.
ППО здійснюється військами протиповітряної оборони сухопутних військ та винищувальною авіацією у взаємодії з військами ППО країни. У разі бойових дій у районі морського узбережжя — з частинами ППО військово-морського флоту. До завдань військових частин ППО належать: розвідка повітряних сил супротивника, сповіщення про його наближення, бойові дії зенітно-артилерійських та зенітно-ракетних підрозділів, дії винищувальної авіації. Частини ППО знищують ворожі літаки, вертольоти, крилаті ракети, безпілотні літальні об'єкти та інші засоби повітряного нападу, ведуть боротьбу із десантом та аеромобільними військами ворога, перешкоджають його спробам вести повітряну розвідку.
Одним із перспективних напрямів розвитку ППО є залучення штучного інтелекту для вправного керування оборонними системами й серіями стрільби.

## Термінологія

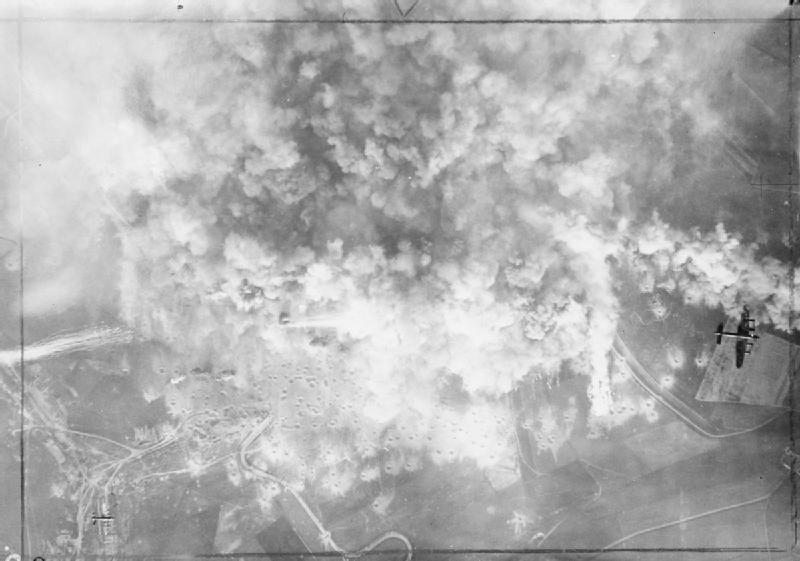
Напад бомбардувальників королівських ВПС на німецькі позиції в Кале під час Другої світової війни.

Визначення «повітряна оборона» (англ. air defence), ймовірно, вперше було використано у Великій Британії, де 1925 року створили командування Air Defence of Great Britain (ADGB) у складі Королівських ВПС.
В англійській мові також закріпився вжиток англ. anti-air («протиповітряний») або скорочено AA. Іншими назвами, що стосуються протиповітряної оборони, є, наприклад: англ. anti-aircraft warfare; нім. Flugabwehr; фр. défense contre les aéronesfs, DCA.
В російській та українській мовах вживаються поняття «протиповітряна оборона» (ППО) (рос. противовоздушная оборона, ПВО) та прикметник «зенітний» (напр. «зенітна гармата», «зенітний комплекс»; тобто «такий, що спрямований на зеніт»). В західних областях України існувала назва «протилетунський».

## Загальний опис

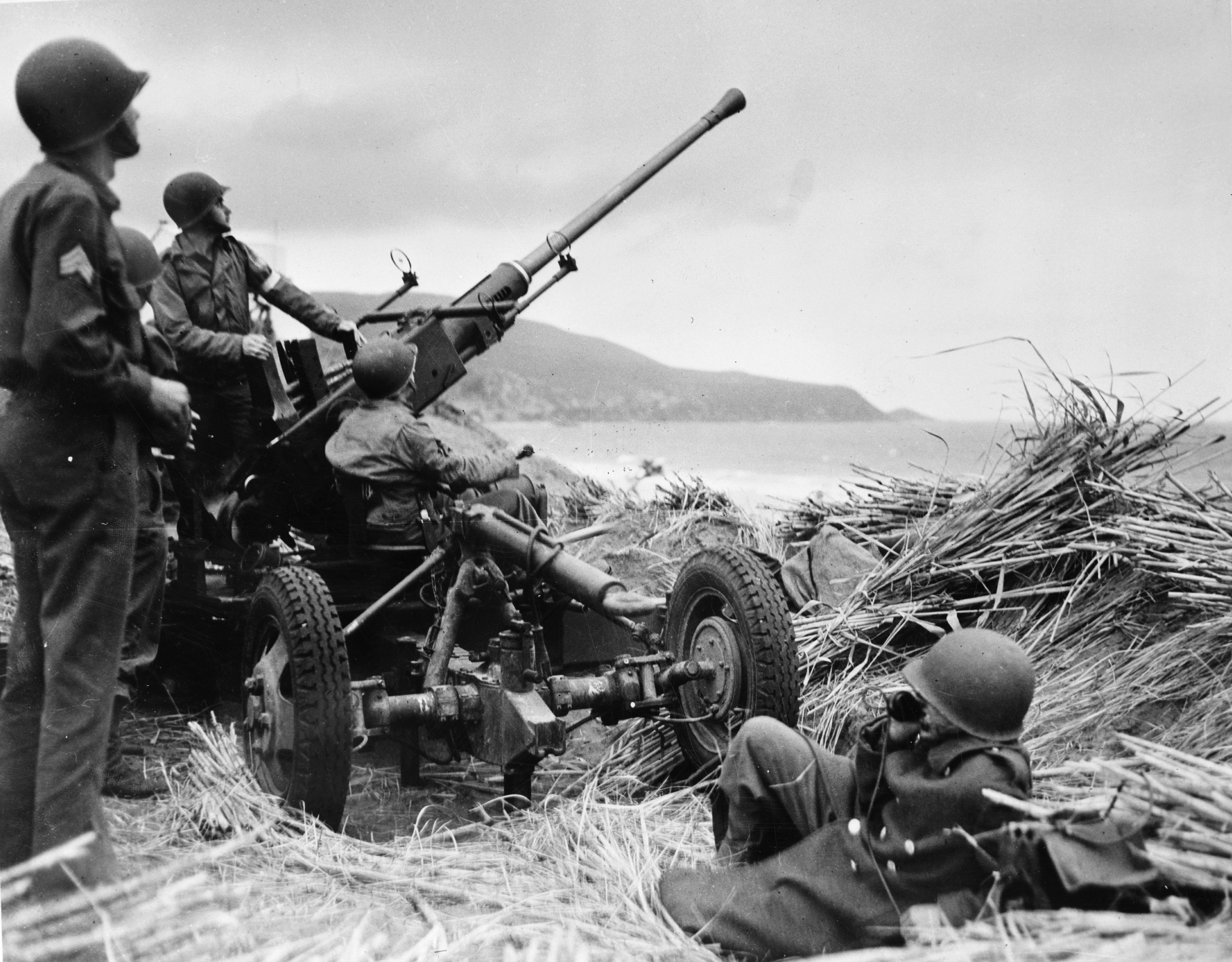
Американські зенітники під час II Світової війни

Мета ППО полягає у вчасному виявленні ворожих літаків, гелікоптерів, ракет, безпілотних літальних апаратів та їх знищенні. Найважливіше завдання — вразити ворожу ціль, що рухається в тривимірному просторі. Атака мусить не лише відповідати цим трьом координатам, а також миті, коли ціль перебуває в певній точці. Це означає, що снаряди треба скерувати на влучення безпосередньо в повітряну ціль, або на місце її ймовірного розташування в мить потрапляння снаряда, з урахуванням швидкості і напрямку як цілі, так і снаряда.
Протягом усього XX століття протиповітряна оборона була однією з галузей військової техніки, які розвивалися найшвидше. Системи ППО повинні були враховувати удосконалення повітряних суден і використовувати різні сприятливі технології, зокрема радари, керовані ракети й обчислювальну техніку (спочатку, з 1930-х років, це були електромеханічні аналогові обчислення). Розвиток протиповітряної оборони охоплював галузі: давачів і технічного контролю за вогнем, зброї та командування й керування.
На початку XX століття ці засоби були дуже недосконалими або їх взагалі не існувало.
Спочатку давачі були оптичними та акустичними пристроями, розробленими ще під час Першої світової війни і їх застосовували до 1930-х років, але згодом їх швидко витіснили радари ― у 1980-х роках доповнені оптоелектронікою. Командно-штабні можливості залишалися спрощеними до кінця 1930-х років, аж поки Велика Британія, створила інтегровану систему для ADGB (ППО). З часом НАТО назвало ці установки «середовищем протиповітряної оборони», яке визначалося як «мережа наземних радіолокаційних станцій та центрів керування, на певному театрі операцій, котрі використовуються для тактичного керування завданнями протиповітряної оборони».
Правила ведення бойових дій мають вирішальне значення для запобігання загрози з боку ППО, дружнім або безстороннім літакам. Застосування таких правил підтримується, але не цілком забезпечується електронними пристроями IFF (визначення «друг-ворог»), введеними ще під час Другої світової війни. Тим часом, як ці правила стосуються вищого керівництва, також можуть застосовуватися й інші настанови щодо різних видів протиповітряної оборони, котрі охоплюють один район одночасно. AAAD (загальновійськова ППО), зазвичай, працює за найжорсткішими правилами.
До 1950-х років артилерія з балістичними боєприпасами була звичайною зброєю. Згодом почали переважати керовані ракети, за винятком найкоротших відстаней. Цілі не завжди легко знищити, проте пошкоджені літаки можуть бути змушені перервати своє завдання, і, навіть, якщо їм вдасться повернутися та приземлитися на дружній території, вони, ймовірно, не працюватимуть упродовж кількох діб, або й зовсім.
Протиповітряна оборона, якій довгий час не приділялося належної уваги в повітряних кампаніях із низьким рівнем загроз, що переважали у бойових діях протягом останніх 18 років, знову опинилася на передньому краї планування оборони. Наприклад, збитий силами Корпусу вартових ісламської революції у червні 2019 року висотний безпілотний літальний апарат (ББЛА) ВМС США RQ-4A, який пролітав над Перською затокою, значно посилив напруженість у взаєминах між Сполученими Штатами та Іраном, що ледь не призвело до відплатного воєнного удару. Висотний літак розвідки, спостереження та рекогностування (ISR), широко застосовуваний для операцій на Близькому Сході, був знищений іранською модифікацією російського Бук М3 (SA-17), зенітно-ракетним комплексом середньої дальності. Відносна легкість, з якою Іран вразив американський розвідувальний комплекс, спричинила стурбованість у багатьох військових дослідників та оглядачів. Декан Інституту Мітчелла та генерал-лейтенант ВПС у відставці Девід А. Дептула наголосив, що дозвукові літаки, які не є малопомітними, як-от RQ-4, не призначені для роботи в місцевостях, охоплених сучасними ЗРК або загрозами класу «повітря-повітря». За його словами, передові зенітно-ракетні комплекси поширилися в усьому світі.

### Способи розгортання
Для прикладу, НАТО називає ці правила Наказами контролю над озброєннями (WCO), а саме:
- Вільна зброя: спосіб керування зброєю, що встановлює порядок, за якого, системи зброї можуть стріляти по будь-якій цілі, що не визнається дружньою.
- Жорстка зброя: спосіб керування зброєю, котрий встановлює порядок, за якого, системи зброї можуть стріляти лише по об'єктах, визнаних ворожими.
- Зброя на триманні: спосіб керування зброєю, що встановлює порядок, за якого системи зброї може бути застосовано лише у порядку самозахисту, або згідно з офіційним наказом[12].

Існують такі різновиди ППО:
- Самооборона сухопутних військ, які використовують власну штатну зброю.
- Супровідна оборона; спеціальні елементи захисту, які супроводжують бронетанкові або піхотні частини.
- Точковий захист; щодо поважної цілі, такої як: міст, важлива урядова будівля або корабель.
- Зональна протиповітряна оборона; зазвичай, пояси протиповітряної оборони — щоб забезпечити загородження, або, іноді і «парасолю», що прикриває певну зону. Площа може змінюватися в широких межах. Вони, наприклад, можуть поширюватися уздовж національного кордону, або як пояси холодної війни MIM-23 Hawk і Nike. У наземних операціях ділянки протиповітряної оборони можуть використовуватися за допомогою швидкого перерозподілу за наявними маршрутами руху повітряних суден.
- Пасивна протиповітряна оборона; визначається, наприклад, НАТО як: «пасивні заходи, прийняті для фізичної оборони та захисту персоналу, основних установок і обладнання, зменшення наслідків повітряного та / або ракетного нападу». Це залишається життєво важливою діяльністю сухопутних військ і передбачає дії, щодо уникнення виявлень власних підрозділів, розвідувальними й атакувальними літаками противника. Такі заходи, як імітація аеродромів і техніки на них, приховування важливих будівель абощо, набули поширення під час Другої світової війни й надалі. За часів Холодної війни, злітно-посадкові смуги та рульові доріжки деяких аеродромів фарбували в зелений (під траву), колір.

### Властивості
Найважливішим показником системи ППО є найбільша відстань, на якій зброя або ракета може вражати повітряне судно противника. Також використовують термін «ефективна стеля», який означає висоту, на яку зброя може доправити зенітний боєприпас проти рухомої цілі. Це може бути обмежено найбільшим часом роботи підривника, а також можливостями наявної протиповітряної зброї. На ефективну стелю та дальність протиповітряних гармат впливають такі небалістичні чинники:
- Найдовший час роботи підривника — задає найбільшу допустиму відстань польоту снаряда.
- Прилади керування вогнем — дають можливість визначати висоту цілі на великій відстані.
- Задля точності циклічної швидкості стрільби час підривника повинно бути розраховано й налаштовано для того місця, де ціль була би під час польоту після миті стрільби.

## Засоби та системи ППО
Хоча вогнепальна зброя, що використовується піхотою, зокрема кулемети, іноді з помітним успіхом, може застосовуватися для ураження повітряних цілей на малій висоті, її дієвість, зазвичай, обмежена, а дульні спалахи виявляють позиції піхоти. Швидкість і висота сучасних реактивних літаків звужують можливості прицілювання, а важливі системи на літаках, призначених для наземної ударної дії, можуть бути броньовані. Пристосована звичайна автоматична гармата спочатку призначалася для використання «повітря-земля», а важкі артилерійські системи широко застосовувалися у якості зенітної артилерії, початково, зі стандартними складниками на нових опорах, і розвивалися, до Другої Світової війни, як навмисно розроблені гармати, з набагато вищою продуктивністю.
Боєприпаси та снаряди, випущені цією зброєю, зазвичай, оснащені різними видами підривників (барометричних, із затримкою часу або наближення), щоби вибухнути поблизу повітряної цілі, та вивільнити зливу швидких металевих часток. Для роботи на більш коротких відстанях, потрібна легша зброя з вищою швидкістю стрільби, щоби збільшити ймовірність влучення у швидку повітряну ціль. Для цього, широко використовується зброя калібру 20 мм і 40 мм.
На відміну від важких гармат, ця, більш дрібна зброя, часто застосовувалася через її низьку вартість та можливість швидко переслідувати ціль. Класичними прикладами автоматичних і великокаліберних гармат, були 40-мм автоматична гармата та 8,8-сантиметрова FlaK 18, розроблені шведською фірмою Bofors. Артилерійську зброю такого роду, в основному, замінили дієвими зенітно-ракетними системами, які було введено у 1950-х роках. Розробка ракет класу «земля-повітря», почалася в нацистській Німеччині наприкінці Другої світової війни, з таких ракет, як «Wasserfall» (хоча до закінчення війни, жодну робочу систему не було розгорнуто) і представляла нові спроби підвищення влучності систем протиповітряної оборони, що зіткнулися зі зростальною загрозою з боку бомбардувальників. Наземні ракетні системи, може бути розгорнуто з нерухомих чи пересувних установок, колісних або гусеничних пускових установок. Гусеничні машини, переважно, є броньованими транспортними засобами, безпосередньо призначеними для перевезення зенітних керованих ракет (ЗКР).
Переносні зенітні ракетні комплекси (ПЗРК) призначені для озброєння піхоти. Цілі для непереносних зенітних систем, зазвичай визначаються на відстані радіолокатором стеження повітря, а потім ним супроводжуються, натомість ПЗРК «заблокований», а у разі виявлення ворожої повітряної цілі, після націлювання за допомогою мушки (range ring), запускається (сучасні переносні комплекси мають цифрову систему обробки сигналу, яка дає змогу справно відсіювати теплові пастки). Перш ніж застосовувати зброю, ймовірні цілі, якщо вони є військовими літаками чи вертольотами, необхідно визначити як «друзі» або «вороги».
Згодом, у цій ролі автоматичні гармати почали замінювати останніми розробками відносно дешевих ракет, малої дальності.
Літак-перехоплювач (або просто перехоплювач) — це тип винищувачів, призначених саме для перехоплення і знищення літаків супротивника, зокрема бомбардувальників, котрі, здебільшого, покладаються на високу швидкість і висоту. Низка реактивних перехоплювачів, таких як F-102 Delta Dagger, F-106 Delta Dart і МіГ-25, було побудовано в період, що почався по закінченню Другої світової війни й завершився наприкінці 1960-х років, коли вони стали менш важливими, оскільки стратегічне бомбардування було покладено на МБР. Цей різновид літаків відрізняється від інших будов винищувачів, вищими швидкостями та коротшими робочими відстанями, а також значно зменшеними корисними навантаженнями боєприпасів.
Радіолокаційні системи використовують електромагнітні хвилі для визначення дальності, висоти, напрямку або швидкості руху повітряних суден і метеорологічних явищ, задля надання тактичних та оперативних попереджень, насамперед, під час оборонних операцій. Своїми можливостями, вони забезпечують цільовий пошук загроз, керування, розвідку, навігацію, інструментарій та надання погодних повідомлень, для ведення бойових дій.
Повітряна оборона раніше мала й інші засоби, хоча після Другої світової війни більшість із них не використовується:
- Аеростати загородження на прив'язі — для стримування та загрози літакам, що пролітали нижче висоти повітряних куль, де на них чекало руйнівне зіткнення зі сталевими тросами.
- Прожектори для освітлення літаків вночі — для гарматних розрахунків і для операторів оптичних приладів. Під час Другої світової війни, прожектори були керованими радарами.
- Великі димові завіси — з метою загороджувальної дії та заваді точному прицілюванню літаків.

### C-RAM
Важливим завданням ППО в сучасних умовах є знищення некерованих ракет, снарядів та мін під час їхнього польоту. Здебільшого, для цього використовуються вогневі системи малої дальності та ближньої дії.

## Силові структури
Більшість збройних сил Заходу об'єднують протиповітряну оборону винятково з традиційними військами (тобто армією, флотом і військово-повітряними силами), як окреме крило, або як частину артилерії. У британській армії, наприклад, протиповітряна оборона є частиною артилерійського підрозділу, натомість, у пакистанській армії, ППО було відокремлено від артилерії 1990 року, щоби створити окрему армію. Це, на відміну від деяких (насамперед комуністичних або колишніх комуністичних) країн, де існують не лише положення про протиповітряну оборону в армії, на флоті й у військово-повітряних силах, але, і є окремі підрозділи захисту, які опікуються суто протиповітряною обороною земель.

### Військово-морський флот

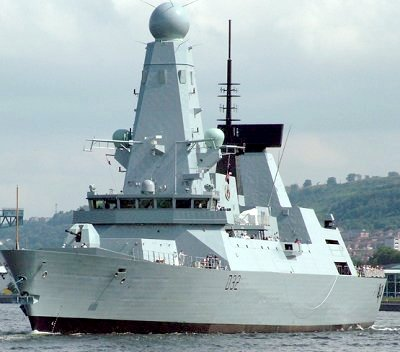
Есмінець Royal Navy Type 45 — це високорозвинене протиповітряне судно. Його система ППО PAAMS, може відстежувати понад 2000 цілей разом, та водночас скеровувати й узгоджувати дії багатьох ракет у повітрі, що дає можливість перехопити та знищити велику кількість цілей будь-якої миті.

У малих суден зазвичай є кулемети або швидкострільні гармати, які часто можуть бути небезпечними для літаків на низькій висоті. Сучасні кораблі можуть мати на борту як зенітні артилерійські комплекси з радіолокаційним наведенням, так і повноцінні зенітні ракетні комплекси. Наприклад, протиповітряна та протиракетна оборона США значною мірою заснована на флоті в межах системи Aegis.
Авіаносні групи часто складаються із багатьох суден з важким зенітним озброєнням, але також мають палубні винищувачі й інші літаки, здатні забезпечити виявлення та перехоплення повітряних загроз.
Деякі сучасні підводні човни також оснащено зенітно-ракетними системами, оскільки вертольоти і протичовнові бойові літаки є для них серйозною загрозою.
Підземні пускові установки протиповітряних ракет були вперше запропоновані контр-адміралом ВМС США Чарльзом Момсеном у статті від 1953 року.

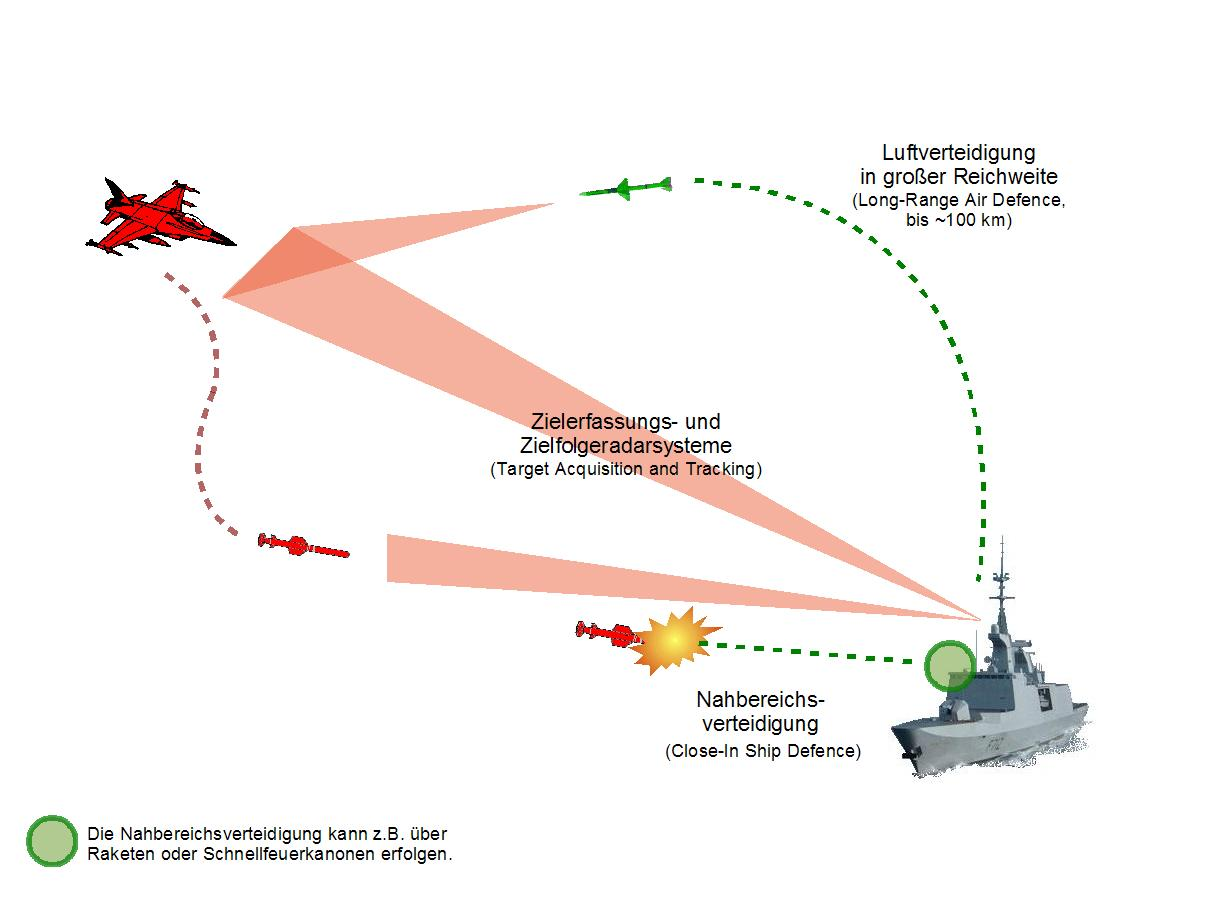

ППО в морській тактиці, особливо в авіаносній групі, часто будується як система кругових шарів, з авіаносцем у центрі. Зовнішній шар зазвичай контролюється літаком радіолокаційного виявлення та керування у поєднанні з патрульним літаком. Якщо нападник спромігся пройти в цей шар, то наступні шари будуть захищатися палубними винищувачами авіаносця й зенітними ракетами, що є на кораблях супроводження: ракети зонального захисту, такі як RIM-67 Standard з дальністю до 180 кілометрів і ракети з точковим захистом, такі як RIM-162 ESSM з дальністю до 60 кілометрів. Нарешті, практично кожен сучасний військовий корабель оснащено ЗАК та C-RAM з автоматичним наведенням.

### Сухопутні війська
У підрозділах сухопутних військ зазвичай є ешелонована протиповітряна оборона — від ПЗРК, наприклад, RBS 70, Stinger або «Ігла» для підрозділів низького рівня, до систем протиракетної оборони армійського рівня, як-от С-300, С-400 і Patriot. Нерідко висотні ракети далекого радіуса дії змушують літальні апарати противника літати на низькій висоті, де їх можуть збивати зенітні гармати та ПЗРК. Для ефективної протиповітряної оборони поряд із малими і великими системами ППО мають існувати також і проміжні системи.
Водночас, потреба вдатної боротьби з безпілотними літальними апаратами й іншими низько-висотними, малорозмірними та малорухомими цілями, спонукає до використання змішаної системи ППО, що крім штатних засобів передбачає також використання стрілецької зброї, танків, БМП, БТР абощо.
Країни без окремо виділених сил ППО часто перекладають обов'язки стратегічної та об'єктової протиповітряної оборони на військово-повітряні сили.

### Повітряні сили

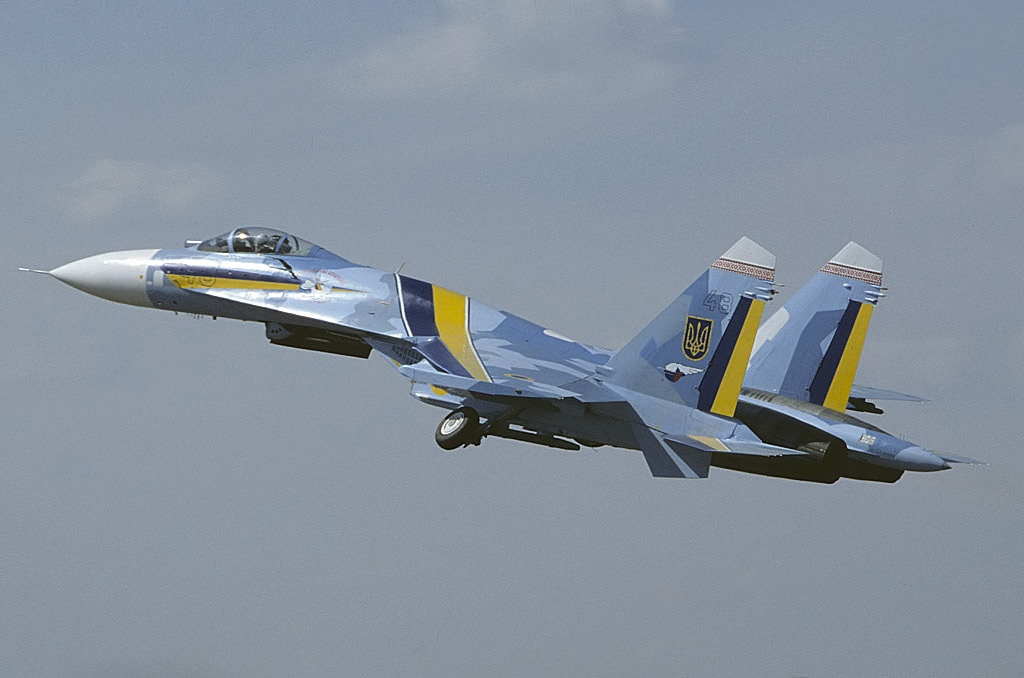
Український Су-27С

ППО військово-повітряних сил, зазвичай забезпечують винищувачі, що несуть ракети класу «повітря — повітря». Проте більшість військово-повітряних сил посилюють оборону власних авіабаз за допомогою наземних комплексів, оскільки вони самі є дуже важливими цілями й можуть піддаватися атакам ворожої авіації.

### Зональна протиповітряна оборона
Зональна протиповітряна оборона — це оборона окремого району або місця розташування (на відміну від точкової оборони), котра історично використовувалася деякими арміями (наприклад, Командуванням протиповітряної оборони британської армії і ВПС Повітряних сил США із ракетами перехоплювачами CIM-10 Bomarc). Зональна оборона має системи захисту району від середньої до великої відстані, які можуть складатися з різних інших систем або об'єднуватися в суцільну систему оборони району (у цьому разі, вона може складатися з декількох систем короткого радіусу дії, з'єднаних для ефективного прикриття території). Прикладами районної оборони є захист Саудівської Аравії та Ізраїлю ракетними батареями MIM-104 Patriot, під час першої війни в Перській затоці, де метою було убезпечити населені пункти.

## Тактика

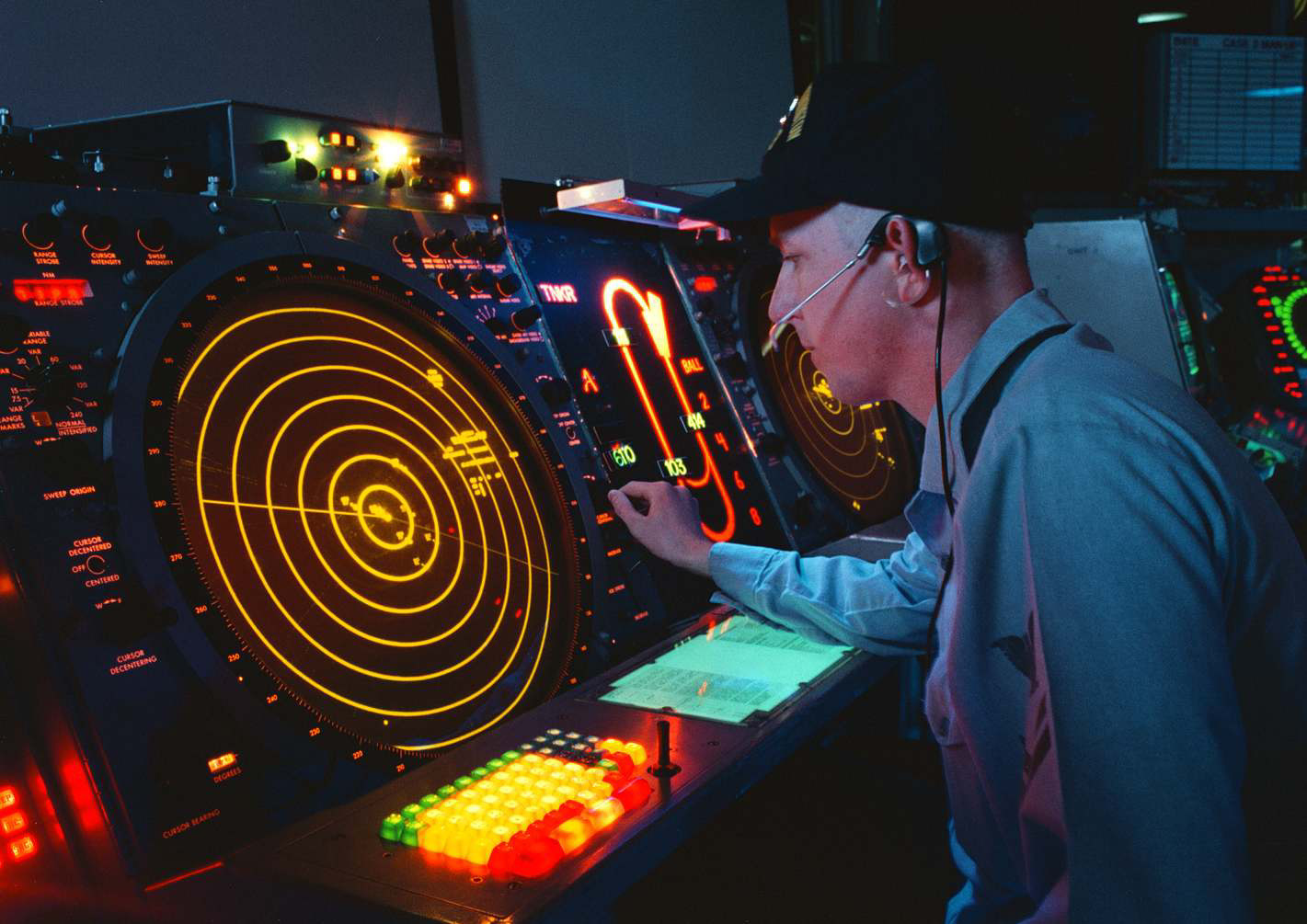
Екран стеження за повітряним простором

### Мобільність
Переважно, сучасні системи ППО досить рухливі. Ранні ракетні системи були громіздкими і вимагали великої розбудови; багато з них, не могли бути переміщені взагалі.
З розширенням завдань протиповітряної оборони, набагато більше уваги, було приділено рухомості. Більшість сучасних систем зазвичай, або самохідні (тобто, встановлені на колісному або гусеничному шасі) чи легко буксируються. Навіть системи, що мають багато складників, (пускові установки, радари, командні пункти та інше), отримують вигоду від встановлення на швидкі транспортні засоби. Загалом, нерухому систему, може бути визначено, атаковано і знищено, тоді як пересувна система може з'являтися в місцях, де вона не очікується. Радянські системи особливо, почали тяжіти до мобільності після уроків, отриманих під час війни у В'єтнамі між США та В'єтнамом.
Під час російського вторгнення в Україну серед українських сил оборони набули значного поширення мобільні вогневі групи, що виявились надзвичайно ефективними проти масованих атак російських безпілотників, забезпечуючи значний відсоток збиття.

### Боротьба проти придушення ППО
Ізраїль і ВПС США, спільно з членами НАТО, розробили показову тактику для зміцнення протиповітряної оборони. Деяка зброя, як-от: протирадарні ракети та вдосконалені електронні засоби розвідки й електронної протидії, прагне придушити або звести нанівець ефективність системи протиповітряної оборони противника. Завдяки перегонам у озброєнні, розробляються більш дієві електронні завади, проти-заходи і протирадарна зброя, тому краще використовувати SAM-системи з можливостями радіоелектронного захисту (ECCM) і здатністю збивати протирадарні ракети та інші боєприпаси, наведені на них або цілі, які вони захищають.

### Повстанська тактика
Реактивні гранатомети, можуть і доволі часто, використовуються проти завислих вертольотів (наприклад, сомалійськими ополченцями під час битви при Могадішо 1993 року). Стрільба з РПГ під крутими кутами, становить небезпеку для гранатометника, оскільки випал від стрільби, відбивається від землі. У Сомалі, наприклад, члени ополчення, іноді, приварювали сталеву пластину з боку вихлопної частини трубки РПГ, щоби відводити тиск від стрільця під час стрільби по американських вертольотах. Загалом, РПГ використовуються для цієї мети лише тоді, коли недоступна більш дієва зброя.
Для повстанців, найбільш доступним способом боротьби з повітряними суднами противника, є завдання знищити їх на землі; або спроба потрапити на периметр авіабази й завдати шкоди літакам окремо, чи пошук місця, де повітряні судна може бути пошкоджено непрямим вогнем, наприклад мінометами.

### Боротьба з протиповітряною обороною
Для зменшення можливості протиповітряної оборони виявити літак (або безпілотник чи ракету), застосовуються різноманітні технології, відомі як «стелс». Зокрема, малопомітність є вимогою для винищувачів п'ятого покоління. Однак, наскільки зростає, технологія «стелс», настільки-ж, розвиваються й технології «анти-стелс». Вважається, що кілька видів радарів, таких як бістатичні та низькочастотні радари, мають здатність виявляти «невидимі» літаки. Вдосконалені форми термографічних камер, такі, які мають QWIP, могли-б оптично бачити малопомітний літак, незалежно від радіосигнатури літака. Крім того, радари Side look, високопродуктивні оптичні супутники і сканувальні радіолокатори з високою апертурою та великою чутливістю, такі як радіотелескопи, зможуть звузити межу виявлення стелс-літака, за певних параметрів.

## Захист проти БПЛА
З появою та розвитком БПЛА з'явилась потреба у системах (англ. counter unmanned aircraft system, C-UAS), що здатні їм протидіяти. БПЛА можуть бути завантажені небезпечним вантажем та атакувати вразливі цілі. Таким вантажем можуть бути вибухові, хімічні, радіологічні чи біологічно небезпечні речовини. Для цього можуть використовуватись навіть дешеві комерційні безпілотники. Держави розробляють системи протидії БЛА для усунення цих загроз.
Бойове застосування БЛА призвело до розробки технологій протидії безпілотним повітряним системам (C-UAS), наприклад Aaronia AARTOS, які були встановлені у великих міжнародних аеропортах. Зенітні ракетні системи, як-от Залізний купол, також покращуються застосуванням технологій C-UAS.
Розроблено різні конструкції з використанням лазерів, електромагнітної зброї, мережних гармат і авіаційних сіток для переймання, придушення сигналів і захоплення дрона у польоті, способом перехоплення й перекодування керувального сигналу. Системи захисту від ББЛА, наприклад, було розгорнуто проти безпілотних літальних апаратів ІДІЛ, під час битви при Мосулі (2016—2017). Ефективними для боротьби з ББЛА є системи C-RAM.
Для малих безпілотників можливе застосування дробовика з близької відстані, або навіть навчання орлів задля усунення БЛА з повітря. Крім того, останнім часом для вирішення таких завдань використовується зброя нелетальної дії.

Дослідження 2022 року, яке оцінювало вплив ББЛА на бойові дії, показало, що безпілотні літальні апарати були дуже вразливі до засобів протиповітряної оборони та систем радіоелектронної боротьби, та що їх можна дієво використовувати лише за підтримки інших силових структур. У дослідженні було зроблено висновок, що самі по собі ББЛА не матимуть революційного впливу на війну.

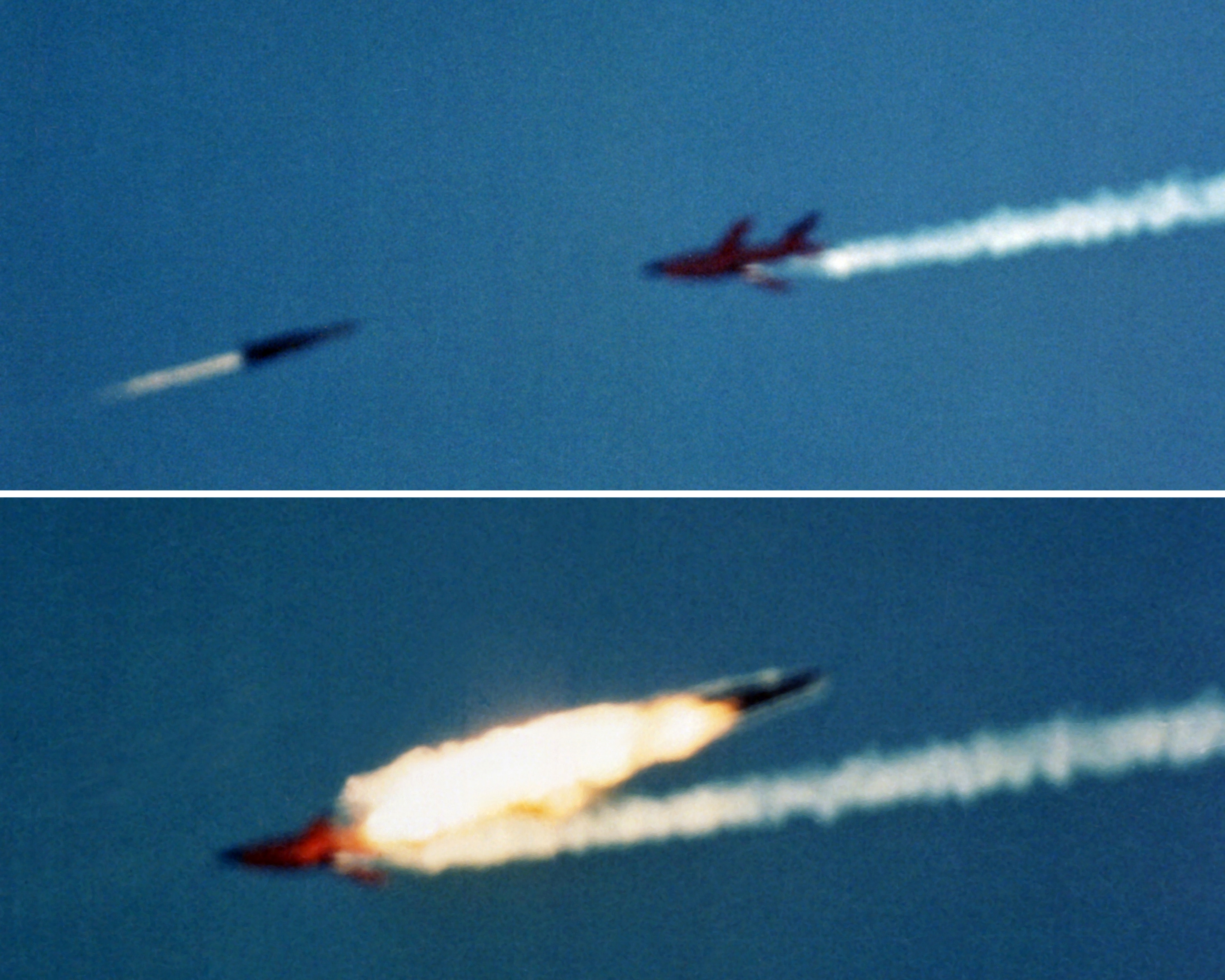
RIM-67 перехоплює безпілотник Firebee у White Sands, 1980

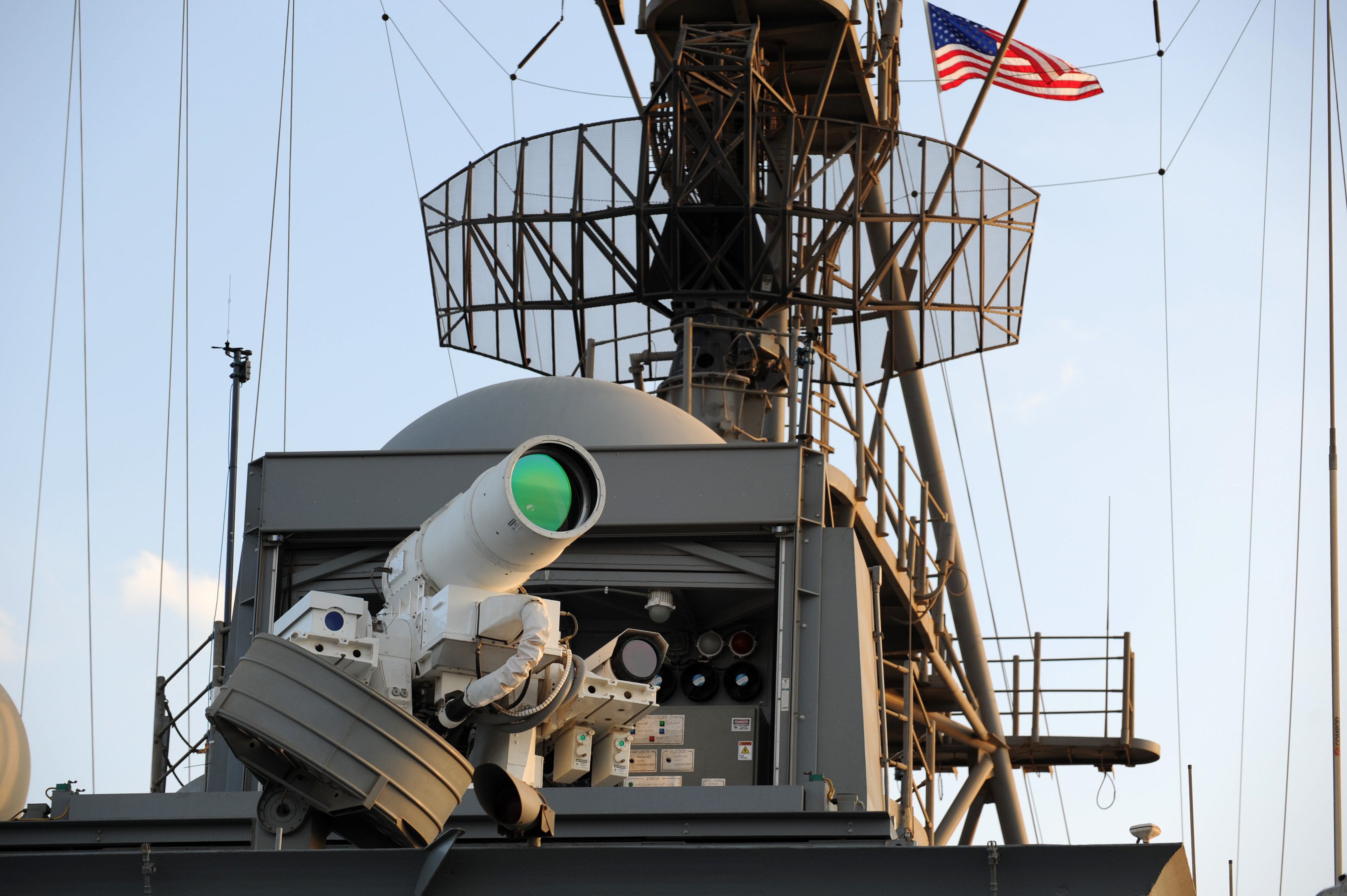
Laser Weapon System aboard USS Ponce (AFSB(I)-15), 5 листопада 2014 року.

Ще одним перспективним напрямком є лазерна зброя. Хоча авіатори уявляли собі лазери у бою вже з кінця 1960-х років, лише найсучасніші лазерні системи, досягають того, що можна вважати «дослідною корисністю». Зокрема, тактичний лазер із високою енергією, може використовуватися як зенітний, протичовновий і протиракетний. У листопаді 2014 року США вдало випробували розроблену ВМС лазерну систему AN/SEQ-3, яка може успішно пошкодити, зокрема, БПЛА, двигун патрульного катера, тощо та водночас має дуже низьку вартість пострілу.